# Tessellarctia walterei
Tessellarctia walterei là một loài bướm đêm thuộc phân họ Arctiinae, họ Erebidae.